# Домик Ванвителли
Домик Ванвителли (Casina Vanvitelliana) — охотничий домик на островке озера Фузаро в городе Баколи. Соединён деревянным мостиком с берегом озера, где некогда расстилались охотничьи угодья неаполитанских королей. Начиная с 1752 года малонаселенный в то время район Фузаро стал охотничьим и рыболовным заповедником Бурбонов, которые доверили придворному архитектору Луиджи Ванвителли первые работы по преобразованию этого места. В 1782 году Ванвителли построил Королевский охотничий домик на озере, недалеко от берега. Когда Фердинанд IV взошел на престол, строительство было завершено Карло Ванвителли, сыном Луиджи.
Туристам, посещающим Баколи, рассказывают, что в гостях у короля Фердинанда в Баколи бывали Моцарт, Россини и австрийский император Франц II.